# Fabaeformiscandona balatonica
Fabaeformiscandona balatonica is een mosselkreeftjessoort uit de familie van de Candonidae. De wetenschappelijke naam van de soort is voor het eerst geldig gepubliceerd in 1894 door Daday.